# Шальная пуля (фильм, 1961)
«Шальная пуля» (иногда — «Бесцельная пуля», кор. 오발탄, транслит — Obaltan) — фильм южнокорейского режиссёра Ю Хён Мока. Рядом источников признан «лучшим южнокорейским фильмом всех времён». Снят по роману Ли Бон Сона в 1960 году. Премьерный показ состоялся в апреле 1961 года, но практически сразу фильм был запрещён цензурой за «чрезмерную депрессию и критику некомпетентности правительства в попытках экономического возрождения».

## Сюжет
Сеул, год-два, как завершена Корейская война. Весь фильм проходит на фоновом сопоставлении социального неравенства богатых и беднейших районов южнокорейской столицы.
Мелкий клерк Сон Чхоль Хо переживает худший, вероятно, период жизни. Он с семьёй ютится в жалкой лачуге и еле сводит концы с концами, чтобы прокормить пожилую больную мать, беременную жену и двух детей-подростков. Его младший брат Ён Хо — ветеран прошедшей войны, не сумевший найти работы, пропивает случайные доходы с бывшими однополчанами. Сестра уличена полицией в занятиях проституцией с американскими солдатами. Наконец, острая зубная боль и отсутствие денег на стоматолога окончательно лишают его возможности соображать здраво.
Ён предпринимает отчаянную попытку вырвать всю семью из нищеты: он совершает вооружённый налёт на банк. Полиции удаётся его задержать. Чхолю предоставляют свидание с братом. Несчастный клерк выдерживает прощальную встречу и в изнеможении отправляется домой. Но и там не наступает успокоения: сестра сообщает, что жену увезли в больницу, и, предполагая возможные медицинские расходы, протягивает брату пачку денег. Их происхождение Чхолю понятно, но он вынужден принять их. В больнице его постигает окончательный удар — жена и ребёнок погибли при родах. Обезумевший и потерявший всё, он отправляется туда, где сможет разобраться с последней доступной для решения проблемой — вырвать больной зуб. Его душе необходима телесная мука, он требует от врача удаления каждого зуба, больного и здорового, до последнего, без обезболивания.
Финальный монолог Чхоля: «Я старался быть хорошим сыном, хорошим мужем, отцом, братом, клерком…Не много ли хороших целей я выбрал? Неужели Господь выпустил меня, как шальную пулю, не дав мне цели? Но я должен двигаться куда-то, в каком-либо направлении, хоть куда-то…»

## В ролях
- Ким Чжин Гё — Сон Чхоль Хо
- Мун Чжон Сук — его жена
- Цой Му Рён — Ён Хо, его брат

## Критика
- Профессор Чжон, университет Тонгук (en:Dongguk University): «Персонажи фильма очень сложны, лучший способ понять их — следить за сюжетом, представив, что это сон. Когда вы смотрите на персонажей в работах Ю Хёна нужно помнить, что многие моменты почерпнуты из его жизни… Именно поэтому внутренний мир героев столь выразителен»[4].
- Интернет-ресурс Кoreangrindhouse: «Учитывая мощный социальный реализм, можно было бы подумать, что фильм — продукт Северной Кореи. Но, в то же время, сложно представить картину этой страны с такой депрессией и без коммунистической коды»[5].

## Культурное влияние
- Роман Волобуев, «Афиша»: «„Шальная пуля“ — такой отчетливо алкоголический и одновременно антикапиталистический нуар 1960 года. Он вышел (точнее, не вышел, его запретила цензура) почти одновременно с „Горничной“ Ким Ки Ёна, с которой они сейчас соперничают за звание главного южнокорейского фильма всех времён. И если „Горничная“ породила всеми любимую маньеристско-фрейдистскую поп-патологию — в диапазоне от, простите, Ким Ки Дука до Пак Чан Вука, — то из „Пули“ вышли более-менее все новые южнокорейские нуары, про то как людей достала жизнь, от „Воспоминаний об убийстве“ до „Преследователя“ или „Последней пьянки президента“»[2].